# Wild West Guns
Wild West Guns é um jogo eletrônico de tiro desenvolvido pela Gameloft. O jogo foi lançado para o WiiWare, serviço de download de jogos para o Nintendo Wii no dia 1 de agosto de 2008 na Europa, no dia 4 de agosto de 2008na América do Norte e em 5 de agosto de 2008 no Japão, todas as versões custando 1000 Wii Points.
Em 5 de fevereiro de 2009 a Gameloft lançou o jogo mundialmente para o iPhone OS através da App Store custando $4.99 USD.

## Jogabilidade
Ambientado no Velho Oeste, o jogo faz o jogador atirar em alvos que vão desde corvos e bexigas até ladrões armados, raivosos mineradores de ouro e soldados renegados através de várias localidades como bares, cemitérios e locomotivas. O jogo apresenta 6 fases através de duas dificuldades com 3 desafios em cada uma.

## Recepção
Wild West Guns recebeu críticas variadas.
A Official Nintendo Magazine deu uma nota de 80/100 para o jogo elogiando a variedade de configurações e os cenários interativos, além da simplicidade da jogabilidade, mas ainda assim disseram que os jogadores mais experientes poderiam achar o jogo muito fácil. A WiiWare World, que deu uma nota de 7/10, disse que o jogo é muito "atrativo e viciante" e "muito bem executado", e também deu ênfase a profundidade da jogabilidade que requere muita concentração do jogador para escolher seus tiros cuidadosamente para conseguir mais pontos. Como pontos fracos, eles disseram que ficaram decepcionados com a pequena quantidade de objetivos, as configurações e os inimigos.
Em contraste, a Eurogamer ficou menos impressionada com o jogo, dando uma nota de 5/10 e dizendo que é uma experiência "limitada e repetitiva. A 1UP.com deu uma nota de C+, acreditando que o jogo era "um pouco caro" por 1000 Wii Points.